# Paul Ince
Paul Emerson Carlyle Ince (Ilford, Londres, Inglaterra; 21 de octubre de 1967) es un exfutbolista e internacional inglés. Jugaba como centrocampista.

## Trayectoria
Paul Ince se formó en las inferiores del West Ham United, club en el que debutó con el primer equipo en 1986, a la edad de 19 años, en una derrota ante el Newcastle United, 4-0.
En su etapa como juvenil, fue internacionalidad con la selección inglesa sub '21.
Alcanza las semifinales de la FA Cup con los hammers y se convierte en una de las más firmes promesas del fútbol británico, siendo seguido por los principales clubes ingleses.

### Manchester United
Uno de los más grandes e históricos de las islas, el Manchester United, se hace con los servicios del joven Ince de 21 años, en 1989, a cambio de 2,4 millones de libras. El traspaso no estuvo exento de polémica, ya que antes de confirmarse el traspaso a los diablos rojos, se publicaron unas fotos donde se veía ya a Ince enfundándose la camiseta del United. Esto provocó las iras de los hammers, que esperaban que finalmente su estrella se quedase en Londres, y lo consideraron una verdadera traición, tachándolo de Judas.
Ya confirmado el traspaso a Old Trafford, debutó con el United en el cómodo triunfo 5-1 sobre el Millwall. En su primera temporada conquista la FA Cup derrotando en la final al Crystal Palace, que contaba en sus filas con un joven Ian Wright, autor de dos goles y que provocó un segundo partido de desempate, donde el United se alzaría con el título. Al año siguiente logra conquistar la Recopa de Europa derrotando en la final al Fútbol Club Barcelona y dos Premier League de forma consecutiva en 1993 y 1994 (en este año logra el doblete conquistando también la FA Cup). Durante esos años se gesta en Old Trafford un equipo donde destacaban jugadores como: Mark Hughes, Éric Cantona, Peter Schmeichel, Andréi Kanchelskis, Steve Bruce o Denis Irwin, conducidos por Sir Alex Ferguson.
En 1992 debuta con la selección inglesa en un amistoso en Santander ante España, que gana 1-0 al combinado inglés. Con los pross hace historia en un partido amistoso frente a Estados Unidos, durante una gira por tierras norteamericanas, donde entra en la historia del fútbol inglés al ser el primer jugador de color en portar el brazalete de capitán de la selección inglesa, ya que los capitanes en esos momentos, David Platt y Tony Adams no pudieron acudir. Posteriormente continuó ejerciendo de capitán en varios partidos, como en la Eurocopa de 1996 en su país y en el Mundial de Francia '98.
En el United, vive sus mejores momentos como futbolista profesional, siendo considerado uno de los mejores mediocentros defensivos de Europa. Sin embargo, fue muy criticado en el aspecto de jugar siempre con la ‘quinta marcha’ puesta, lo cual le jugó más de una mala pasada, ya que en ocasiones se empleaba con excesiva dureza.
Llegó a ser conocido con el sobrenombre de Paul “The Guv’nor” (The Governor, el gobernador) Ince, por la autoridad y presencia que transmitía sobre el terreno de juego.

### Etapa en el Calcio y regreso
Su incansable trabajo en el centro del campo, tan apreciado en el calcio, provoca que en 1995 el Inter de Milán logre su fichaje, pagando 8 millones de libras al United. En el club lombardo continúa rindiendo a un gran nivel en su primer año en la Serie A, pero tras el segundo año no consigue rendir ni tiene los mismos éxitos que con la camiseta del United. Aun así llega a la final de la Copa UEFA en 1997 donde el Inter cae ante el conjunto alemán del Schalke 04.
Tras su paso por el fútbol italiano regresa a Inglaterra para jugar en las filas del Liverpool en 1997 tras pagar 4 millones de libras al Inter. El paso de Ince por Anfield fue decepcionante en cuanto a éxitos del club, ya que los reds se encontraban en plena crisis de juego, sumergidos en la mitad de tabla o luchando por puestos UEFA. Ince coincidió con el surgimiento de los 'Spice Boys',  con una generación formada por Steve McManaman, Robbie Fowler y Jamie Redknapp. En 1999 firma por el Middlesbrough, donde permaneció durante tres temporadas.
En 2002 ficha por el Wolverhampton, conjunto en el que jugó cuatro temporadas más, hasta el filo de los 38 años.
En 2006 se marcha al Swindon Town, aunque el traspaso no se pudo llevar a cabo por el hecho de que en la Segunda División inglesa o se podía superar el de 60% del volumen de ventas en salarios de jugadores. Entonces club y jugador llegaron a un mutuo acuerdo para rescindir su contrato, llegando a disputar tan sólo 3 encuentros con el Swindon.
En 2007 firma un contrato como entrenador-jugador con el modesto Macclesfield Town F.C., equipo de la Football League Two, y en 2008 comienza a dirigir al Blackburn Rovers, convirtiéndose en el primer entrenador negro de la Premier League.

## Clubes

### Como jugador
| Club                    | País       | Año       |
| ----------------------- | ---------- | --------- |
| West Ham United         | Inglaterra | 1985-1989 |
| Manchester United       | Inglaterra | 1989-1995 |
| Inter de Milán          | Italia     | 1995-1997 |
| Liverpool               | Inglaterra | 1997-1999 |
| Middlesbrough F.C.      | Inglaterra | 1999-2002 |
| Wolverhampton Wanderers | Inglaterra | 2002-2006 |
| Swindon Town            | Inglaterra | 2006      |
| Macclesfield Town F.C.  | Inglaterra | 2007      |

### Como entrenador
| Club                   | País       | Año       |
| ---------------------- | ---------- | --------- |
| Macclesfield Town F.C. | Inglaterra | 2006-2007 |
| Milton Keynes Dons     | Inglaterra | 2007-2008 |
| Blackburn Rovers       | Inglaterra | 2008      |
| Milton Keynes Dons     | Inglaterra | 2009-2010 |
| Notts County           | Inglaterra | 2010-2011 |
| Blackpool              | Inglaterra | 2013-2014 |
| Reading                | Inglaterra | 2022-2023 |

## Palmarés

### Como jugador

#### Títulos nacionales
| Título            | Club              | País       | Año     |
| ----------------- | ----------------- | ---------- | ------- |
| Premier League    | Manchester United | Inglaterra | 1992-93 |
| Premier League    | Manchester United | Inglaterra | 1993-94 |
| FA Cup            | Manchester United | Inglaterra | 1993–94 |
| FA Cup            | Manchester United | Inglaterra | 1989–90 |
| Copa de la Liga   | Manchester United | Inglaterra | 1991–92 |
| FA Charity Shield | Manchester United | Inglaterra | 1994    |
| FA Charity Shield | Manchester United | Inglaterra | 1993    |
| FA Charity Shield | Manchester United | Inglaterra | 1990    |

#### Títulos internacionales
| Título              | Club              | País         | Año     |
| ------------------- | ----------------- | ------------ | ------- |
| Recopa de Europa    | Manchester United | Países Bajos | 1990-91 |
| Supercopa de Europa | Manchester United | Inglaterra   | 1991    |

### Como entrenador

#### Títulos nacionales
| Título              | Club               | País       | Año     |
| ------------------- | ------------------ | ---------- | ------- |
| Football League Two | Milton Keynes Dons | Inglaterra | 2007-08 |
| FA Trophy           | Milton Keynes Dons | Inglaterra | 2007-08 |